# Ghiacciaio Auster
Il ghiacciaio Auster (in inglese Auster Glacier) (67°12′S 50°45′E), è un ghiacciaio situato sulla costa occidentale della Terra di Enderby (un territorio costiero ancora privo di un toponimo preciso), in Antartide. Il ghiacciaio, il cui punto più alto si trova 51 m s.l.m., fluisce in direzione nord-ovest, passando a nord-est del monte Tod, fino ad arrivare nell'estremità sudorientale della baia di Amundsen.

## Storia
Il ghiacciaio Auster è stato avvistato per la prima volta nell'ottobre del 1956 da parte del reparto di una delle spedizioni di ricerca antartica australiane (ANARE) comandato da P.W. Crohn ed è stato così battezzato in onore della Auster (per intero Auster Aircraft Limited), la ditta produttrice di un velivolo utilizzato durante quella spedizione per l'esplorazione della costa.